# Bio-Hazard Battle
Bio-Hazard Battle (Crying в Японии) — видеоигра в жанре горизонтального скролл-шутера, разработанная компанией Sega в 1992 году для игровой консоли Sega Mega Drive и аркадного игрового автомата Sega Mega-Play. В феврале 2007 года игра была переиздана на сервисе Virtual Console для Nintendo Wii. С 2010 года игра доступна в составе сборника SEGA Mega Drive and Genesis Classics для платформ Linux, macOS, Windows, с 2018 — PlayStation 4, Xbox One и Nintendo Switch.

## Сюжет
Во время первой глобальной биологической войны противник применил новую мощную форму ретровируса, в результате чего планета Аварон была заполнена новыми смертельно опасными формами жизни.
Немногие выжившие остались в состоянии анабиоза на орбитальной платформе Одиссей, вращающейся вокруг Аварона, в ожидании, пока планета снова станет пригодной для жизни. После сотен лет бортовой компьютер разбудил экипаж, так как датчики показали, что условия на Авароне враждебны, но пригодны для жизни. Экипаж спускается на биокораблях на планету в поисках нового дома для выживших.

## Игровой процесс
В игре доступно четыре разных биокорабля, помимо внешнего вида имеющих различия в скорости передвижения и вооружении. Каждый корабль имеет один вид основного и четыре вида дополнительного вооружения. При удержании кнопки стрельбы корабль накапливает мощный заряд, аналогично R-Type.
Игра состоит из восьми уровней.